# Pacific Coast Championships

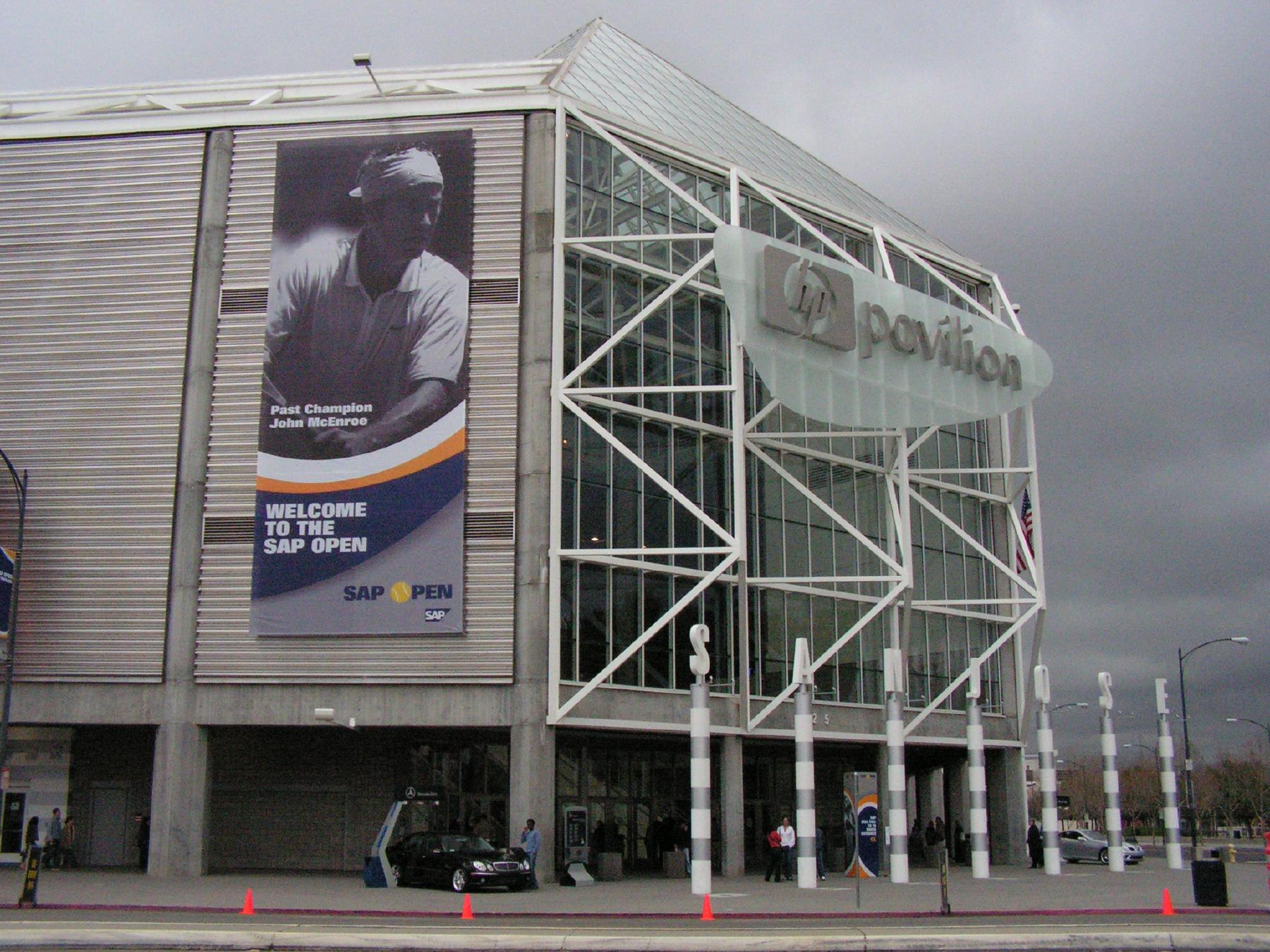
Esterno dell'HP Pavilion at San Jose

I Pacific Coast Championships, noti come SAP Open per ragioni di sponsorizzazione, sono stati un torneo di tennis svoltosi ininterrottamente, uno dei pochissimi casi del genere, tra il 1889 e il 2013 negli Stati Uniti. Faceva parte della categoria ATP World Series, che nel 1998 ha preso il nome ATP International Series e nel 2009 ATP World Tour 250 series. Diverse località si sono alternate a ospitare l'evento e le ultime edizioni tra il 1994 e il 2013 si sono disputate sui campi indoor in cemento del SAP Center a San Jose, in California. Dalla prima edizione si sono sempre svolti i tornei maschili, che tra il 1930 e il 1967 sono stati spesso affiancati dai tornei femminili.

## Storia
Fondato nel 1889, è stato il secondo torneo più vecchio degli Stati Uniti, preceduto soltanto dagli U.S. National Championships, che in seguito prenderanno il nome US Open. Mantiene a lungo il nome iniziale "Pacific Coast Championships" e diventa un evento di grande richiamo, con la partecipazione di campioni come Don Budge, Fred Perry, Jack Kramer, Arthur Ashe e Rod Laver. Acquisisce ulteriore importanza con l'avvento dell'era Open, che segna l'arrivo degli sponsor e negli anni successivi diverse aziende si succedono come sponsor principale dando il proprio nome al torneo. In quel periodo la direzione del torneo viene affidata all'ex tennista Barry MacKay, che con impegno e passione mantiene ad alti livelli la competizione facendo arrivare prima a San Francisco e poi a Berkeley altri campioni tra i quali spiccano i nomi di John McEnroe, Jimmy Connors, Bjorn Borg e Andre Agassi.
La gestione di MacKay durerà con successo fino al 1993; il torneo quindi viene acquistato da Sharks Sports & Entertainment, il gruppo proprietario dei San Jose Sharks, MacKay esce di scena e il torneo viene portato a San Jose nel 1994. La nuova gestione non è al livello della precedente, il campo dei partecipanti si impoverisce e nel tabellone sono sempre meno i tennisti di vertice che vengono da oltre oceano, e di conseguenza l'interesse attorno alla manifestazione cala gradualmente. Nel periodo di San Jose arriva come sponsor principale la SAP, che rimarrà fino all'ultima edizione del 2013.
La Sharks Sports & Entertainment era proprietaria anche degli U.S. National Indoor Tennis Championships, torneo ATP Tour 500 che si giocava a Memphis. Nel 2013 l'azienda vende i diritti a disputare un ATP 500 a un gruppo brasiliano e dal 2014 si giocherà il nuovo torneo Rio Open di Rio de Janeiro. Il torneo di San Jose, che era di categoria ATP Tour 250, viene soppresso nel 2013, e i diritti passano al torneo di Memphis, che dal 2014 diventa quindi un ATP 250 e prende il nome Memphis Open.

## Albo d'oro

### Maschile

#### Singolare
| Anno          | Vincitore                 | Finalista             | Punteggio                 |
| Monterey      | Monterey                  | Monterey              | Monterey                  |
| ------------- | ------------------------- | --------------------- | ------------------------- |
| 1889          | William H. Taylor (1)     | Valentine J. Gadesden | 6–3, 6–1, 6–2             |
| San Rafael    |                           |                       |                           |
| 1890          | William H. Taylor (2)     | Charles R. Yates      | 6–4, 9–7, 6–0             |
| 1891          | William H. Taylor (3)     | Charles P. Hubbard    | 6–2, 6–1, 5–7, 6–3        |
| 1892          | William H. Taylor (4)     | Charles P. Hubbard    | 6–3, 6–3, 4–6, 5–7, 6–3   |
| 1893          | Thomas A. Driscoll        | Arthur Allen          | 6–3, 6–4, 6–3             |
| 1894          | Sam Hardy (1)             | Thomas A. Driscoll    | 6–0, 6–3, 6–1             |
| 1895          | Sumner Hardy (1)          | Sam Hardy             | 4–6, 6–4, 4–6, 8–6, 6–2   |
| 1896          | Sam Hardy (2)             | George F. Whitney     | 6–3, 6–3, 6–2             |
| 1897          | George F. Whitney (1)     | Sam Hardy             | 4–6, 1–6, 6–4, 6–4, 8–6   |
| 1898          | Sumner Hardy (2)          | John Holmes           | 6–3, 2–6, 7–5, 6–1        |
| 1899          | George F. Whitney (2)     | Sumner Hardy          | 4–6, 6–4, 6–1, 6–4        |
| 1900          | George F. Whitney (3)     | Sumner Hardy          | 6–2, 6–4, 6–4             |
| 1901          | George F. Whitney (4)     | Alphonzo Bell         | 4–6, 6–1, 6–2, 7–5        |
| 1902          | Louis Ransome Freeman     | William Collier       | 6–4, 6–4, 6–3             |
| 1903          | Alphonzo Bell             | Louis Ransome Freeman | 6–3, 7–5, 11–9            |
| 1904          | John Drummond MacGavin    | Alphonzo Bell         | 6–2, 6–2, 3–6, 15–13      |
| 1905          | George C. Janes (1)       | Frederick Adams       | 6–0, 4–6, 5–7, 6–4, 6–3   |
| 1906          | Melville Hammond Long (1) | George C. Janes       | 6–2, 7–5, 6–2             |
| Del Monte     |                           |                       |                           |
| 1907          | Maurice McLoughlin (1)    | Melville Hammond Long | 13–11, 6–4, 5–7, 4–6, 6–4 |
| 1908          | Melville Hammond Long (2) | Maurice McLoughlin    | 8–10, 6–8, 6–4, 11–9, 6–0 |
| Berkeley      |                           |                       |                           |
| 1909          | George C. Janes (2)       | Charles S. Rogers     | 5–7, 6–3, 6–3, 6–4        |
| 1910          | Melville Hammond Long (3) | George C. Janes       | 6–0, 6–3, 6–1             |
| Santa Cruz    |                           |                       |                           |
| 1911          | Maurice McLoughlin (2)    | Melville Hammond Long | 6–4, 6–3, 6–2             |
| 1912          | Maurice McLoughlin (3)    | Melville Hammond Long | abbandono                 |
| Del Monte     |                           |                       |                           |
| 1913          | Bill Johnston (1)         | John R. Strachan      | 6–1, 6–2, 3–6, 4–6, 6–4   |
| San Jose      |                           |                       |                           |
| 1914          | Bill Johnston (2)         | Elia Fottrell         | 6–4, 6–0, 6–2             |
| Berkeley      |                           |                       |                           |
| 1915          | Herbert L. Hahn           | H. Van Dyke Johns     | 6–1, 6–4, 3–6, 6–1        |
| Monterey      |                           |                       |                           |
| 1916          | Bill Johnston (3)         | Clarence Griffin      | 9–7, 7–5, 6–8, 8–6        |
| Oakland       |                           |                       |                           |
| 1917          | Bill Johnston (4)         | John R. Strachan      | 6–3, 0–6, 6–1, 4–6, 6–2   |
| Berkeley      |                           |                       |                           |
| 1918          | Roland Roberts            | Victor Breeden        | 6–3, 6–4, 10–8            |
| 1919          | Bill Johnston (5)         | Roland Roberts        |                           |
| 1920          | Willis E. Davis           | Clarence Griffin      | 10–8, 6–4, 2–6, 6–3       |
| 1921          | Bill Johnston (6)         | Roland Roberts        | 6–4, 6–3, 6–3             |
| 1922          | Bill Johnston (7)         | William Tilden        | 7–5, 7–9, 6–1, 6–0        |
| 1923          | Howard Kinsey (1)         | Clarence Griffin      |                           |
| 1924          | Howard Kinsey (2)         | Clarence Griffin      | 2–6, 5–7, 6–2, 7–5, 6–4   |
| 1925          | Bill Johnston (8)         | Clarence Griffin      | 6–2, 6–1, 6–4             |
| 1926          | Bill Johnston (9)         | Clarence Griffin      |                           |
| 1927          | Bill Johnston (10)        | Gerald Stratford      | 5–7, 6–3, 6–2, 4–6, 6–1   |
| 1928          | Cranston Holman           | Robert Seller         | 6–3, 7–5, 3–6, 6–1        |
| 1929          | Robert Seller             | Gerald Stratford      | 6–4, 6–2, 3–6, 1–6, 6–4   |
| 1930          | George Lott               | Keith Gledhill        | 6–3, 6–2, 6–1             |
| San Francisco |                           |                       |                           |
| 1931          | Ellsworth Vines           | Fred Perry            | 6–3, 21–19, 6–0           |
| 1932          | Fred Perry                | Bunny Austin          | 3–6, 6–4, 8–6, 6–1        |
| 1933          | Lester Stoefen            | Keith Gledhill        | 3–6, 4–6, 6–4, 9–7, 6–3   |
| Berkeley      |                           |                       |                           |
| 1934          | Fred Perry                | Donald Budge          | 3–6, 6–4, 7–5, 1–6, 7–5   |
| 1935          | Donald Budge (1)          | Robert Riggs          | 6–2, 6–0, 7–9, 6–4        |
| 1936          | Donald Budge (2)          | Walter Senior         | 6–1, 6–0, 6–3             |
| 1937          | Donald Budge (3)          | Robert Riggs          | 4–6, 6–3, 6–2, 6–4        |
| 1938          | Harry Hopman              | Jack Tidball          | 5–7, 6–2, 7–5, 8–6        |
| 1939          | Robert Riggs (1)          | Frank Kovacs          | 6–3, 2–6, 6–4, 2–6, 7–5   |
| 1940          | Robert Riggs (2)          | Frank Kovacs          | 6–4, 2–6, 6–2, 6–2        |
| 1941          | Frank Kovacs              | Robert Riggs          | 6–2, 6–2, 6–1             |
| San Francisco |                           |                       |                           |
| 1942          | Pfc. Tom Brown            | William Canning jr.   | 4–6, 5–7, 6–1, 6–2, 6–1   |
| 1943          | Jack Jossi                | Norman K. Brooks      | 6–3, 7–5, 6–0             |
| 1944          | Lt. Edwin Amark           | Morey Lewis           | 6–4, 6–4, 6–2             |
| 1945          | Pfc. Tom Brown            | Harry Likas           | 6–2, 2–6, 6–3             |
| 1946          | Jack Kramer (1)           | Eddie Moylan          | 7–5, 4–6, 7–5, 6–3        |
| 1947          | Jack Kramer (2)           | Pfc. Tom Brown        | 6–2, 8–6                  |
| 1948          | Ted Schroeder (1)         | Pancho Gonzales       | 6–4, 4–6, 6–3, 6–1        |
| Berkeley      |                           |                       |                           |
| 1949          | Ted Schroeder (2)         | Eric Sturgess         | 6–1, 6–3, 6–1             |
| 1950          | Arthur Larsen             | Herbert Flam          | 4–6 6–3 6–3 6–2           |
| 1951          | Ted Schroeder (3)         | Vic Seixas            | 6–4, 6–4, 6–2             |
| 1952          | Richard Savitt            | Art Larsen            | 10–8, 6–3, 6–4            |
| 1953          | Tony Trabert (1)          | Vic Seixas            | 7–5, 6–3, 6–2             |
| 1954          | Tony Trabert (2)          | Vic Seixas            | 6–3, 6–4, 6–3             |
| 1955          | Tony Trabert (3)          | Vic Seixas            | 4–6, 6–3, 6–4, 7–5        |
| 1956          | Ashley Cooper             | Luis Ayala            | 4–6, 6–3, 6–4, 6–4        |
| 1957          | Sven Davidson             | Vic Seixas            | 7–5, 0–6, 6–1, 6–4        |
| 1958          | Budge Patty               | Mike Davies           | 6–4, 7–5, 13–15, 6–2      |
| 1959          | Barry MacKay (1)          | Ramanathan Krishnan   | 7–5, 6–4, 1–6, 6–2        |
| 1960          | Barry MacKay (2)          | Jack Douglas          | 6–3, 6–2, 6–4             |
| 1961          | Antonio Palafox           | Jim McManus           | 7–5, 6–3                  |
| 1962          | Jan-Erik Lundquist        | Dennis Ralston        | 3–6, 6–1, 6–3, 6–4        |
| 1963          | Rafael Osuna              | Whitney Reed          | 3–6, 6–4, 6–1, 6–1        |
| 1964          | Manuel Santana            | Pierre Darmon         | 4–6, 7–5, 8–6, 7–5        |
| 1965          | Marty Riessen             | Dennis Ralston        | 5–7, 3–6, 6–1, 6–4, 8–6   |
| 1966          | Fred Stolle               | Charlie Pasarell      | 6–4, 2–6, 6–4             |
| 1967          | Charlie Pasarell          | Cliff Richey          | 7–5, 8–6                  |
| 1968          | Stan Smith (1)            | Jim McManus           | 10–8, 6–1, 6–1            |
| 1969          | Stan Smith (2)            | Cliff Richey          | 6–2, 6–3                  |
| 1970          | Arthur Ashe (1)           | Cliff Richey          | 6–4, 6–2, 6–4             |
| 1971          | Rod Laver                 | Ken Rosewall          | 6–4, 6–4, 7–6             |
| Albany        |                           |                       |                           |
| 1972          | Jimmy Connors             | Roscoe Tanner         | 6–2, 7–6                  |
| Alamo         |                           |                       |                           |
| 1973          | Roy Emerson               | Björn Borg            | 5–7, 6–1, 6–4             |
| San Francisco |                           |                       |                           |
| 1974          | Ross Case                 | Arthur Ashe           | 6–3, 5–7, 6–4             |
| 1975          | Arthur Ashe (2)           | Guillermo Vilas       | 6–0, 7–6(4)               |
| 1976          | Roscoe Tanner             | Brian Gottfried       | 4–6, 7–5, 6–1             |
| 1977          | Butch Walts               | Brian Gottfried       | 4–6, 6–3, 7–5             |
| 1978          | John McEnroe (1)          | Dick Stockton         | 2–6, 7–6, 6–2             |
| 1979          | John McEnroe (2)          | Peter Fleming         | 4–6, 7–5, 6–2             |
| 1980          | Gene Mayer                | Eliot Teltscher       | 6–2, 2–6, 6–1             |
| 1981          | Eliot Teltscher           | Brian Teacher         | 6–3, 7–6                  |
| 1982          | John McEnroe (3)          | Jimmy Connors         | 6–1, 6–3                  |
| 1983          | Ivan Lendl                | John McEnroe          | 3–6, 7–6, 6–4             |
| 1984          | John McEnroe (4)          | Brad Gilbert          | 6–4, 6–4                  |
| 1985          | Peter Lundgren            | Johan Kriek           | 6–4, 6–2                  |
| 1986          | John McEnroe (5)          | Jimmy Connors         | 7–6, 6–3                  |
| 1987          | Peter Lundgren            | Jim Pugh              | 6–1, 7–5                  |
| 1988          | Michael Chang (1)         | Johan Kriek           | 6–2, 6–3                  |
| 1989          | Brad Gilbert              | Anders Järryd         | 7–5, 6–2                  |
| 1990          | Andre Agassi (1)          | Todd Witsken          | 6–1, 6–3                  |
| 1991          | Darren Cahill             | Brad Gilbert          | 6–2, 3–6, 6–4             |
| 1992          | Michael Chang (2)         | Jim Courier           | 6–3, 6–3                  |
| 1993          | Andre Agassi (2)          | Brad Gilbert          | 6–2, 6(4)–7, 6–2          |
| San Jose      |                           |                       |                           |
| 1994          | Renzo Furlan              | Michael Chang         | 3–6, 6–3, 7–5             |
| 1995          | Andre Agassi (3)          | Michael Chang         | 6–2, 1–6, 6–3             |
| 1996          | Pete Sampras (1)          | Andre Agassi          | 6–2, 6–3                  |
| 1997          | Pete Sampras (2)          | Greg Rusedski         | 3–6, 5–0 rit              |
| 1998          | Andre Agassi (4)          | Pete Sampras          | 6–2, 6–4                  |
| 1999          | Mark Philippoussis (1)    | Cecil Mamiit          | 6–3, 6–2                  |
| 2000          | Mark Philippoussis (2)    | Mikael Tillström      | 7–5, 4–6, 6–3             |
| 2001          | Greg Rusedski             | Andre Agassi          | 6–3, 6–4                  |
| 2002          | Lleyton Hewitt            | Andre Agassi          | 4–6, 7–6(6), 7–6(4)       |
| 2003          | Andre Agassi (5)          | Davide Sanguinetti    | 6–3, 6–1                  |
| 2004          | Andy Roddick (1)          | Mardy Fish            | 7–6(13), 6–4              |
| 2005          | Andy Roddick (2)          | Cyril Saulnier        | 6–0, 6–4                  |
| 2006          | Andy Murray (1)           | Lleyton Hewitt        | 2–6, 6–1, 7–6(3)          |
| 2007          | Andy Murray (2)           | Ivo Karlović          | 6(3)–7, 6–4, 7–6(2)       |
| 2008          | Andy Roddick (3)          | Radek Štěpánek        | 6–4, 7–5                  |
| 2009          | Radek Štěpánek            | Mardy Fish            | 3–6, 6–4, 6–2             |
| 2010          | Fernando Verdasco         | Andy Roddick          | 3–6, 6–4, 6–4             |
| 2011          | Milos Raonic (1)          | Fernando Verdasco     | 7–6(6), 7–6(5)            |
| 2012          | Milos Raonic (2)          | Denis Istomin         | 7–6(3), 6–2               |
| 2013          | Milos Raonic (3)          | Tommy Haas            | 6–4, 6–3                  |

#### Doppio
| Anno          | Vincitore                              | Finalista                           | Punteggio               |
| Berkeley      | Berkeley                               | Berkeley                            | Berkeley                |
| ------------- | -------------------------------------- | ----------------------------------- | ----------------------- |
| 1924          | Howard Kinsey Clarence Griffin         | Roland Roberts Fottrels             | abbandono               |
| 1925- 1929    | Non disputato                          | Non disputato                       | Non disputato           |
| 1930          | Wilmer Allison John Van Ryn            | Cranston Holman Gerald Stratford    | 7–5, 6–3, 6–0           |
| San Francisco |                                        |                                     |                         |
| 1931          | Lester Stoefen Sidney Wood             | Hughes Fred Perry                   | 6–4, 6–4, 6–3           |
| 1932          | Phil Neer Ed Levy                      | Jiro Satoh Takao Kuwabara           | 6–1, 6–1, 0–6, 1–6, 6–3 |
| 1933          | Gerald Stratford (1) Phil Neer         | Joe Coughlin Lester Stoefen         | 6–2, 6–3, 6–4           |
| Berkeley      |                                        |                                     |                         |
| 1934          | Don Budge (1) Gene Mako                | Gerald Statford Phil Neer           | 6–3, 8–6, 3–6, 6–1      |
| 1935          | Don Budge (2) Gene Smith               | Wayne Sabin Howard Blethn           | 6–2, 6–3, 7–5           |
| 1936          | Don Budge (3) Henry Culley             | Wayne Sabin Elwood Cooke            | 6–4, 9–7, 6–3           |
| 1937          | Non disputato                          | Non disputato                       | Non disputato           |
| 1938          | Harry Hopman Leonard Schwartz          | Jack Bromwich Adrian Quist          | 7–5, 2–6, 6–1, 6–0      |
| 1939- 1943    | Non disputato                          | Non disputato                       | Non disputato           |
| San Francisco |                                        |                                     |                         |
| 1944          | Gerald Stratford (2) Howard Blethen    | Sgt. Jack Gurley Nick Carter        | 5–7, 8–6, 6–4           |
| 1945          | Tom Brown Harry Buttimer               | Edwin Amark Capt. Myron McNamara    | 8–1, 6–3, 6–4           |
| 1946          | Jack Kramer Bob Falkenberg             | Seymour Greenberg Lennart Bergelin  | 6–3, 6–3, 9–7           |
| 1947– 1948    | Non disputato                          | Non disputato                       | Non disputato           |
| Berkeley      |                                        |                                     |                         |
| 1949          | Ted Schroeder (1) Eric Sturgess        | Jaroslav Drobný Vladimir Cernik     | 6–3, 4–6, 7–9, 6–4      |
| 1950          | Non disputato                          | Non disputato                       | Non disputato           |
| 1951          | Ted Schroeder (2) Budge Patty          | Vic Seixas Hamilton Richardson      | 5–7, 6–3, 6–2, 7–5      |
| 1952          | Dick Savitt Vic Seixas                 | Art Larsen Noel Brown               | 2–6, 6–4, 2–6, 6–2, 7–5 |
| 1953          | Tony Trabert (1) Vic Seixas (1)        | Enrique Morea Hugh Stewart          | 6–4, 6–2, 6–4           |
| 1954          | Non disputato                          | Non disputato                       | Non disputato           |
| 1955          | Tony Trabert (2) Vic Seixas (2)        | Enrique Morea Roger Becker          | 6–3, 6–4                |
| 1956          | Sidney Schwartz Hugh Stewart (1)       | Luis Ayala Ulf Schmit               | 6–4, 3–6, 7–5           |
| 1957          | Kurt Nielsen Bob Howe                  | Sven Davidson Luis Ayala            | 4–6, 22–20, 6–3         |
| 1958          | Non disputato                          | Non disputato                       | Non disputato           |
| 1959          | Noel Brown Hugh Stewart (2)            | Barry MacKay William Quillian       | 6–4, 10–8, 1–6, 7–5     |
| 1960          | Cliff Mayne Hugh Ditzler               | Bill Crosby Whitney Reed            | 5–7, 6–4, 6–4, 6–2      |
| 1961- 1962    | Non disputato                          | Non disputato                       | Non disputato           |
| 1963          | Rafael Osuna Antonio Palafox           | Bill Bond Tom Edlefsen              | 4–6, 6–4, 6–4, 6–4      |
| 1964- 1966    | Non disputato                          | Non disputato                       | Non disputato           |
| 1967          | Marty Riessen (1) Clark Graebner       | Bob Hewitt Ray Moor                 | 6–4, 12–10              |
| 1968          | Non disputato                          | Non disputato                       | Non disputato           |
| 1969          | Stan Smith (1) Thomaz Koch             | Terry Addison Ray Keldie            | 6–1, 6–3                |
| 1970          | Bob Lutz (1) Stan Smith (2)            | Roy Barth Tom Gorman                | 6–2, 7–5, 4–6, 6–2      |
| 1971          | Roy Emerson (1) Rod Laver              | Ken Rosewall Fred Stolle            | 6–3, 6–3                |
| Albany        |                                        |                                     |                         |
| 1972          | Bob Hewitt Frew McMillan               | Ove Nils Bengtson Björn Borg        | 6–4, 6–2                |
| San Francisco |                                        |                                     |                         |
| 1973          | Roy Emerson (2) Stan Smith (3)         | Ove Nils Bengtson Jim McManus       | 6–2, 6–1                |
| 1974          | Bob Lutz (2) Stan Smith (4)            | John Alexander Syd Ball             | 7–5, 6(5)–7, 6–4        |
| 1975          | Fred McNair Sherwood Stewart           | Allan Stone Kim Warwick             | 6–2, 7–6(3)             |
| 1976          | Dick Stockton Roscoe Tanner            | Brian Gottfried Bob Hewitt          | 6–3, 6–4                |
| 1977          | Marty Riessen (2) Dick Stockton        | Fred McNair Sherwood Stewart        | 6–4, 1–6, 6–4           |
| 1978          | Peter Fleming (1) John McEnroe (1)     | Bob Lutz Stan Smith                 | 5–7, 6–4, 6–4           |
| 1979          | Peter Fleming (2) John McEnroe (2)     | Wojciech Fibak Frew McMillan        | 6–2, 6–3                |
| 1980          | Peter Fleming (3) John McEnroe (3)     | Gene Mayer Sandy Mayer              | 6–4, 6–3                |
| 1981          | Peter Fleming (4) John McEnroe (4)     | Mark Edmondson Sherwood Stewart     | 6–2, 6–2                |
| 1982          | Fritz Buehning Brian Teacher           | Marty Davis Chris Dunk              | 6(5)–7, 6–2, 7–5        |
| 1983          | Peter Fleming (5) Patrick McEnroe (1)  | Ivan Lendl Vincent Van Patten       | 6–1, 6–2                |
| 1984          | Peter Fleming (6) John McEnroe (5)     | Mike De Palmer Sammy Giammalva Jr.  | 6–3, 6–4                |
| 1985          | Paul Annacone Christo van Rensburg     | Brad Gilbert Sandy Mayer            | 3–6, 6–3, 6–4           |
| 1986          | Peter Fleming (7) John McEnroe (6)     | Mike De Palmer Gary Donnelly        | 6–4, 7–6                |
| 1987          | Jim Grabb (1) Patrick McEnroe (2)      | Glenn Layendecker Todd Witsken      | 6–2, 0–6, 6–4           |
| 1988          | John McEnroe (7) Mark Woodforde        | Rick Leach Jim Pugh                 | 6–4, 7–6                |
| 1989          | Pieter Aldrich Danie Visser            | Paul Annacone Christo van Rensburg  | 6–4, 6–3                |
| 1990          | Kelly Jones Robert Van't Hof           | Glenn Layendecker Richey Reneberg   | 2–6, 7–6, 6–3           |
| 1991          | Wally Masur Jason Stoltenberg          | Ronnie Båthman Rikard Bergh         | 4–6, 7–6, 6–4           |
| 1992          | Jim Grabb (2) Richey Reneberg          | Pieter Aldrich Danie Visser         | 6–4, 7–5                |
| 1993          | Scott Davis Jacco Eltingh              | Patrick McEnroe Jonathan Stark      | 6–1, 4–6, 7–5           |
| San Jose      |                                        |                                     |                         |
| 1994          | Rick Leach Jared Palmer                | Byron Black Jonathan Stark          | 4–6, 6–4, 6–4           |
| 1995          | Jim Grabb (3) Patrick McEnroe (3)      | Alex O'Brien Sandon Stolle          | 3–6, 7–5, 6–0           |
| 1996          | Trevor Kronemann David Macpherson      | Richey Reneberg Jonathan Stark      | 6–4, 3–6, 6–3           |
| 1997          | Brian MacPhie (1) Gary Muller          | Mark Knowles Daniel Nestor          | 4–6, 7–6, 7–5           |
| 1998          | Todd Woodbridge (1) Mark Woodforde (1) | Nelson Aerts André Sá               | 6–1, 7–5                |
| 1999          | Todd Woodbridge (2) Mark Woodforde (2) | Aleksandar Kitinov Nenad Zimonjić   | 7–5, 6(3)–7, 6–4        |
| 2000          | Jan-Michael Gambill Scott Humphries    | Lucas Arnold Ker Eric Taino         | 6–1, 6–4                |
| 2001          | Mark Knowles (1) Brian MacPhie (2)     | Jan-Michael Gambill Jonathan Stark  | 6–3, 7–6(4)             |
| 2002          | Wayne Black Kevin Ullyett              | John-Laffnie de Jager Robbie Koenig | 6–3, 4–6, [10–5]        |
| 2003          | Hyung-Taik Lee Vladimir Volčkov        | Paul Goldstein Robert Kendrick      | 7–5, 4–6, 6–3           |
| 2004          | James Blake Mardy Fish                 | Rick Leach Brian MacPhie            | 6–2, 7–5                |
| 2005          | Wayne Arthurs Paul Hanley              | Yves Allegro Michael Kohlmann       | 7–6(4), 6–4             |
| 2006          | John McEnroe (8) Jonas Björkman        | Paul Goldstein Jim Thomas           | 7–6(2), 4–6, [10–7]     |
| 2007          | Eric Butorac Jamie Murray              | Chris Haggard Rainer Schüttler      | 7–5, 7–6(6)             |
| 2008          | Scott Lipsky (1) David Martin          | Bob Bryan Mike Bryan                | 7–6(4), 7–5             |
| 2009          | Tommy Haas Radek Štěpánek              | Rohan Bopanna Jarkko Nieminen       | 6–2, 6–3                |
| 2010          | Mardy Fish Sam Querrey                 | Benjamin Becker Leonardo Mayer      | 7–6(3), 7–5             |
| 2011          | Scott Lipsky (2) Rajeev Ram            | Alejandro Falla Xavier Malisse      | 6–4, 4–6, [10–8]        |
| 2012          | Mark Knowles (1) Xavier Malisse (1)    | Kevin Anderson Frank Moser          | 6–4, 1–6, [10–5]        |
| 2013          | Xavier Malisse (2) Frank Moser         | Lleyton Hewitt Marinko Matosevic    | 6–0, 6(5)–7, [10–4]     |

### Femminile

#### Singolare
| Località      | Anno | Vincitore                   | Finalista                 | Punteggio       |
| ------------- | ---- | --------------------------- | ------------------------- | --------------- |
| Oakland       | 1972 | Margaret Court (3)          | Billie Jean King          | 6–2, 6–4        |
| Berkeley      | 1971 | Marcie Louie                | Barbara Downs             | 7–5, 6–3        |
| Berkeley      | 1970 | Nancy Richey                | Rosemary Casals           | 7–6, 6–4        |
| Berkeley      | 1969 | Margaret Court (2)          | Winnie Shaw               | 6–4, 5–7, 6–0   |
| Berkeley      | 1968 | Margaret Court (1)          | Maria Bueno               | 6–4, 7–5        |
| Berkeley      | 1967 | Françoise Dürr              | Carole Caldwell Graebner  | 6–4, 6–3        |
| Berkeley      | 1966 | Maria Bueno                 | Rosemary Casals           | 6–4, 2–6, 6–1   |
| Berkeley      | 1965 | Judy Tegart Dalton (2)      | Rosemary Casals           | 6–4, 3–6, 7–5   |
| Berkeley      | 1964 | Judy Tegart Dalton (1)      | Mimi Arnold               | 6–2, 6–4        |
| Berkeley      | 1963 | Darlene Hard (4)            | Maria Bueno               | 6–3, 6–3        |
| Berkeley      | 1962 | Darlene Hard (3)            | Renee Schuurman Haygarth  | 6–3, 6–3        |
| Berkeley      | 1961 | Darlene Hard (2)            | Ann Haydon Jones          | 3–6, 7–5, 6–3   |
| Berkeley      | 1960 | Darlene Hard (1)            | Ann Haydon Jones          | 6–2, 6–3        |
| Berkeley      | 1959 | Dorothy Head Knode (2)      | Ann Haydon Jones          | 7–5, 6–4        |
| Berkeley      | 1958 | Christine Truman Janes      | Darlene Hard              | 6–2, 6–4        |
| Berkeley      | 1957 | Althea Gibson               | Louise Brough             | 6–4, 6–3        |
| Berkeley      | 1956 | Shirley Bloomer Brasher     | Dorothy Bundy Cheney      | 6–0, 6–1        |
| Berkeley      | 1955 | Angela Mortimer Barrett     | Shirley Bloomer Brasher   | 4–6, 6–3, 6–4   |
| Berkeley      | 1954 | Virginia Wolfenden Kovacs   | Anne Shilcock Spann       | 9–7, 6–1        |
| Berkeley      | 1953 | Maureen Connolly Brinker    | Shirley Fry Irvin         | 6–0, 9–7        |
| Berkeley      | 1952 | Shirley Fry Irvin           | Thelma Coyne Long         | 7–9, 6–2, 6–4   |
| Berkeley      | 1951 | Dorothy Head Knode (1)      | Anita Kanter              | 4–6, 13–11, 6–0 |
| Berkeley      | 1950 | Patricia Canning Todd       | Magda Rurac               | 6–2, 6–1        |
| San Francisco | 1949 | Doris Hart                  | Dorothy Head Knode        | 6–3, 6–4        |
| San Francisco | 1948 | Gertrude Moran              | Virginia Wolfenden Kovacs | 2–6, 6–1, 6–2   |
| San Francisco | 1947 | Margaret Osborne duPont (5) | Barber Krase              | 6–4, 6–1        |
| San Francisco | 1946 | non disputato               | non disputato             | non disputato   |
| San Francisco | 1945 | Pauline Betz Addie          | Margaret Osborne duPont   | 6–2, 7–5        |
| San Francisco | 1944 | Margaret Osborne duPont (4) | Louise Brough Clapp       | 8–6, 3–6, 8–6   |
| San Francisco | 1943 | Louise Brough Clapp         | Margaret Osborne duPont   | 6–4, 2–6, 6–2   |
| San Francisco | 1942 | Margaret Osborne duPont (3) | Barber Krase              | 6–1, 6–0        |
| Berkeley      | 1941 | Margaret Osborne duPont (2) | Patricia Canning Todd     | 10–8, 2–6, 6–3  |
| Berkeley      | 1940 | Virginia Wolfenden Kovacs   | Helen Jacobs              | 6–4, 6–2        |
| Berkeley      | 1939 | Sarah Palfrey Cooke         | Virginia Wolfenden Kovacs | 6–4, 6–1        |
| Berkeley      | 1938 | Simonne Mathieu             | Nancye Wynne Bolton       | 6–1, 6–0        |
| Berkeley      | 1937 | Anita Lizana                | Margot Lumb               | 6–2, 6–2        |
| Berkeley      | 1936 | Margaret Osborne duPont (1) | Virginia Wolfenden Kovacs | 0–6, 6–1, 6–3   |
| Berkeley      | 1935 | Ethel Arnold                | Carolin Babcock Stark     | 6–3, 6–3        |
| Berkeley      | 1934 | Katherine Stammers Bullitt  | Freda James               | 3–6, 6–4, 6–3   |
| San Francisco | 1933 | Alice Marble (2)            | Dorothy Round Little      | 6–4, 6–1        |
| San Francisco | 1932 | Alice Marble (1)            | L.A. Harper               | 6–2, 6–2        |
| Berkeley      | 1931 | Edith Cross (2)             | Dorothy Weisel            | 6–4, 2–6, 7–5   |
| Berkeley      | 1930 | Helen Wills Moody (4)       | L.A. Harper               | 6–3, 6–1        |
| Berkeley      | 1929 | Ethel Burkhardt             |                           |                 |
| Berkeley      | 1928 | Edith Cross (1)             |                           |                 |
| Berkeley      | 1927 | Helen Jacobs (2)            |                           |                 |
| Berkeley      | 1926 | Helen Jacobs (1)            | Helen Baker               | 3–6, 6–4, 6–0   |
| Berkeley      | 1925 | Helen Wills Moody (3)       | Charlotte Hosmer Chapin   | 6–4, 6–0        |
| Berkeley      | 1924 | Charlotte Hosmer Chapin     | Avery Fillett             | 8–6, 2–6, 6–3   |
| Berkeley      | 1923 | Helen Wills Moody (2)       |                           |                 |
| Berkeley      | 1922 | Helen Wills Moody (1)       | Ream Leachman             | 6–1, 6–0        |

#### Doppio
| Località      | Anno       | Vincitrici                                      | Finaliste                                     | Punteggio     |
| ------------- | ---------- | ----------------------------------------------- | --------------------------------------------- | ------------- |
| Berkeley      | 1971       | Cathy Anderson Barbara Downs                    | Kate Latham Laurie Tenney                     | walkover      |
| Berkeley      | 1970       |                                                 |                                               |               |
| Berkeley      | 1969       | Margaret Court Lesley Hunt                      | Kerry Harris Winnie Shaw                      | 6–3, 6–4      |
| Berkeley      | 1968       | Non disputato                                   | Non disputato                                 | Non disputato |
| Berkeley      | 1967       | Rosemary Casals Billie Jean King                | Françoise Dürr Judy Tegart Dalton             | 6–3, 6–4      |
| Berkeley      | 1966       | Non disputato                                   | Non disputato                                 | Non disputato |
| Berkeley      | 1965       | Judy Tegart Dalton Carole Caldwell Graebner     | Rosemary Casals Cecilia Martinez              | 6–1, 6–2      |
| Berkeley      | 1964       | Non disputato                                   | Non disputato                                 | Non disputato |
| Berkeley      | 1963       | Darlene Hard (2) Maria Bueno (2)                | Deidre Catt Elizabeth Starkie                 | 6–0, 6–4      |
| Berkeley      | 1962- 1961 | Non disputato                                   | Non disputato                                 | Non disputato |
| Berkeley      | 1960       | Darlene Hard (1) Maria Bueno (1)                | Christine Truman Janes Ann Haydon Jones       | 6–2, 6–2      |
| Berkeley      | 1959       | Janet Hopps (2) Farel Footman                   | Ann Haydon Jones Dorothy Head Knode           | 5–7, 6–4, 6–4 |
| Berkeley      | 1958       | Non disputato                                   | Non disputato                                 | Non disputato |
| Berkeley      | 1957       | Janet Hopps (1) Mary Bevis Hawton               | Louise Brough Clapp Barbara Scofield Davidson | 3–6, 6–4, 6–2 |
| Berkeley      | 1956       | Shirley Bloomer Brasher Martha Hernandez        | Dorothy Bundy Cheney Margaret Warren          | 6–3, 6–0      |
| Berkeley      | 1955       | Angela Mortimer Barrett Angela Buxton           | Shirley Bloomer Brasher Barbara Bradley       | 7–5, 6–3      |
| Berkeley      | 1954       | Non disputato                                   | Non disputato                                 | Non disputato |
| Berkeley      | 1953       | Maureen Connolly Brinker Nell Hall Hopman       | Dorothy Bundy Cheney Margaret Warren          | 6–3, 9–7      |
| Berkeley      | 1952       | Non disputato                                   | Non disputato                                 | Non disputato |
| Berkeley      | 1951       | Dorothy Head Knode Janet Hopps                  | Patricia Ward Hales Helen Fletcher            | 6–1, 6–2      |
| Berkeley      | 1950       | Non disputato                                   | Non disputato                                 | Non disputato |
| Berkeley      | 1949       | Gertrude Moran Virginia Wolfenden Kovacs        | Doris Hart Shirley Fry Irvin                  | 6–2, 6–4      |
| Berkeley      | 1948- 1947 | Non disputato                                   | Non disputato                                 | Non disputato |
| San Francisco | 1946       | Margaret Osborne duPont (3) Barber Krase        | Dorothy Head Knode Phyliss Hunter             | 6–2, 6–1      |
| San Francisco | 1945       | Margaret Osborne duPont (2) Louise Brough Clapp | Dorothy Head Knode Phyliss Hunter             | 6–1, 6–3      |
| San Francisco | 1944- 1941 | Non disputato                                   | Non disputato                                 | Non disputato |
| Berkeley      | 1940       | Mary Hardwick Margaret Osborne duPont (1)       | Gracyn Wheeler Kelleher Jacque Nelson         | 6–4, 6–4      |
| Berkeley      | 1939- 1938 | Non disputato                                   | Non disputato                                 | Non disputato |
| Berkeley      | 1937       | Kay Stammers Bullitt Freda James (2)            | Helen Jacobs Dorothy Workman                  | 6–4, 6–4      |
| Berkeley      | 1936- 1935 | Non disputato                                   | Non disputato                                 | Non disputato |
| Berkeley      | 1934       | Freda James (1) Betty Nuthall Shoemaker         | Gussie Raegener Margaret Osborne duPont       | 6–3, 6–2      |
| San Francisco | 1933       | Dorothy Round Little Mary Heeley                | Alice Marble Elizabeth Ryan                   | 1–6, 6–2, 6–4 |
| San Francisco | 1932       | L.A. Harper (2) Edith Cross (2)                 | Alice Marble Golda Gross                      | 6–3, 6–2      |
| San Francisco | 1931       | Non disputato                                   | Non disputato                                 | Non disputato |
| Berkeley      | 1930       | L.A. Harper (1) Edith Cross (1)                 | Marjorie Gladman Majorie Morrill              | 4–6, 6–3, 6–2 |
| Berkeley      | 1929- 1925 | Non disputato                                   | Non disputato                                 | Non disputato |
| Berkeley      | 1924       | Avery Filett Carolyn Swartz                     | Ream Leachman Golda Gross                     | 1–6, 6–1, 6–4 |
| Berkeley      | 1923       | Hazel Hotchkiss Wightman Helen Wills Moody      | J.C. Cushing Carmen Tarillon                  | 6–2, 6–2      |

### Doppio misto
| Località      | Anno       | Vincitori                               | Finalisti                               | Punteggio      |
| ------------- | ---------- | --------------------------------------- | --------------------------------------- | -------------- |
| Berkeley      | 1967       | Rosemary Casals Marty Riessen           | Judy Heldman Turben Ulrich              | 6–1, 6–4       |
| Berkeley      | 1966       | Non disputato                           | Non disputato                           | Non disputato  |
| Berkeley      | 1965       | Judy Tegart Dalton Jim McManus          | Lynne Abbes Donald Dell                 | 6–2, 6–1       |
| Berkeley      | 1964- 1961 | Non disputato                           | Non disputato                           | Non disputato  |
| Berkeley      | 1960       | Carole Caldwell Graebner Chris Caldwell | Billie Jean King Antonio Palafox        | 4–6, 6–3, 6–4  |
| Berkeley      | 1959       | Janet Hopps Ramanathan Krishnan         | Mary Ann Mitchell Don Kirbow            | 6–2, 6–3       |
| Berkeley      | 1958- 1956 | Non disputato                           | Non disputato                           | Non disputato  |
| Berkeley      | 1955       | Barbara Bradley Enrique Morea (2)       | Barbara Buxton Gardnar Mulloy           | 6–3            |
| Berkeley      | 1954       | Non disputato                           | Non disputato                           | Non disputato  |
| Berkeley      | 1953       | Shirley Fry Irvin Enrique Morea (1)     | Dorothy Bundy Cheney Gil Shea           | 6–2, 6–4       |
| Berkeley      | 1952       | Non disputato                           | Non disputato                           | Non disputato  |
| Berkeley      | 1951       | Virginia Kovacs (2) Conway Catton       | Anita Kanter Fred Fisher                | 6–4, 7–5       |
| Berkeley      | 1950       | Non disputato                           | Non disputato                           | Non disputato  |
| Berkeley      | 1949       | Doris Hart Eric Sturgess                | Wilma Smith Giovanni Cucelli            | 6–1, 11–9      |
| Berkeley      | 1948- 1946 | Non disputato                           | Non disputato                           | Non disputato  |
| San Francisco | 1945       | Virginia Kovacs (1) Tom Brown           | Pauline Betz Addie Capt. Myron McNamara | 7–5, 6–3       |
| San Francisco | 1944       | Margaret Osborne duPont Lt. Edwin Amark | Virginia Kovacs Pvt. Tom Brown          | 6–4, 2–6, 7–5  |
| Berkeley      | 1940       | Virginia Wolfenden Jack Kramer          | Valerie Scott Bobby Riggs               | 7–5, 3–6, 6–4  |
| Berkeley      | 1939- 1938 | Non disputato                           | Non disputato                           | Non disputato  |
| Berkeley      | 1937       | Helen Wills Moody (4) Don Budge (3)     | Kay Stammers Gerald Stratford           | 6–2, 4–6, 6–3  |
| Berkeley      | 1936       | Helen Wills Moody (3) Don Budge (2)     | Helen Hull Jacobs Henry Culley          | 5–7, 10–8, 6–4 |
| Berkeley      | 1935       | Freda James Don Budge (1)               | Ethel Babcock Wilmer Hines              |                |
| Berkeley      | 1934- 1932 | Non disputato                           | Non disputato                           | Non disputato  |
| San Francisco | 1931       | Helen Wills Moody (2) George Lott (2)   | Edith Cross G.P. Hughes                 | 6–3, 3–6, 6–0  |
| Berkeley      | 1930       | Helen Wills Moody (1) George Lott (1)   | Edith Cross Wilmer Allison              | 6–2, 7–5       |